# Политотдельское (Воронежская область)
Политотде́льское — посёлок в Ольховатском районе Воронежской области России.
Входит в состав Лисичанского сельского поселения.

## Население
| 2010 |
| ---- |
| 172  |

## Улицы
- ул. Мира,
- ул. Молодёжная,
- ул. Полевая,
- ул. Садовая,
- ул. Тополиная.